# Kirby's Pinball Land
Kirby's Pinball Land, känt i Japan som Kirby no Pinball (カービィのピンボール Kābī no Pinbōru?), är ett datorspel till Game Boy utvecklat av HAL Laboratory och utgivet av Nintendo. Spelet släpptes 1993.
Spelet är ett flipperspel med många fantasifulla inslag. I huvudrollen finns Kirby, som agerar kula. Genom att styra honom med hjälp av flipprarna ska man klara av tre banor: Wispy, Kracko och Poppy. Varje bana består av tre skärmar och en boss högst upp. Till varje bana hör även en bonusbana. När man klarat alla banor får man kämpa mot spelets slutboss, King Dedede.
När King Dedede besegrats börjar spelet om från början igen. Spelets mål är att samla så många poäng som möjligt innan man förbrukat alla extraliv. De bästa resultaten sparas på en topplista.